# Porcellidiidae
Porcellidiidae é uma família de crustáceos da ordem Harpacticoida.

## Géneros
Estão descritos 16 géneros:
- Brevifrons Harris V.A., 1994
- Cereudorsum Harris V.A., 2014
- Clavigofera Harris V.A. & Iwasaki, 1996
- Clunia Harris V.A., 2014
- Dilatatiocauda Harris V.A., 2002
- Geddesia Harris V.A., 2014
- Kensakia Harris V.A. & Iwasaki, 1997
- Kioloaria Harris V.A., 1994
- Kushia Harris V.A. & Iwasaki, 1996
- Mucrorostrum Harris V.A. & Iwasaki, 1997
- Murramia Huys, 2016
- Porcellidium Claus, 1860
- Porcelloides Harris V.A., 2014
- Ravania Harris V.A., 2014
- Synurus Harris V.A., 2014
- Tectacingulum Huys, 2009